# Phillip von Blaschke-Zwernikkirchen
Phillip von Blaschke-Zwernikkirchen (10. února 1880 Budapešť – 29. července 1938 nedaleko Kremže) byl rakouský letec a voják, vojenský pilot c. k. Rakousko-uherského letectva během první světové války. 

## Život

### Mládí
Narodil se v Budapešti, hlavním městě Uherska. Absolvoval Technickou vojenskou akademii, kterou dokončil roku 1901. Nadále pak budoval vojenskou kariéru, nejprve jako nižší důstojník 3. dělostřelecké divize.

### Letcem

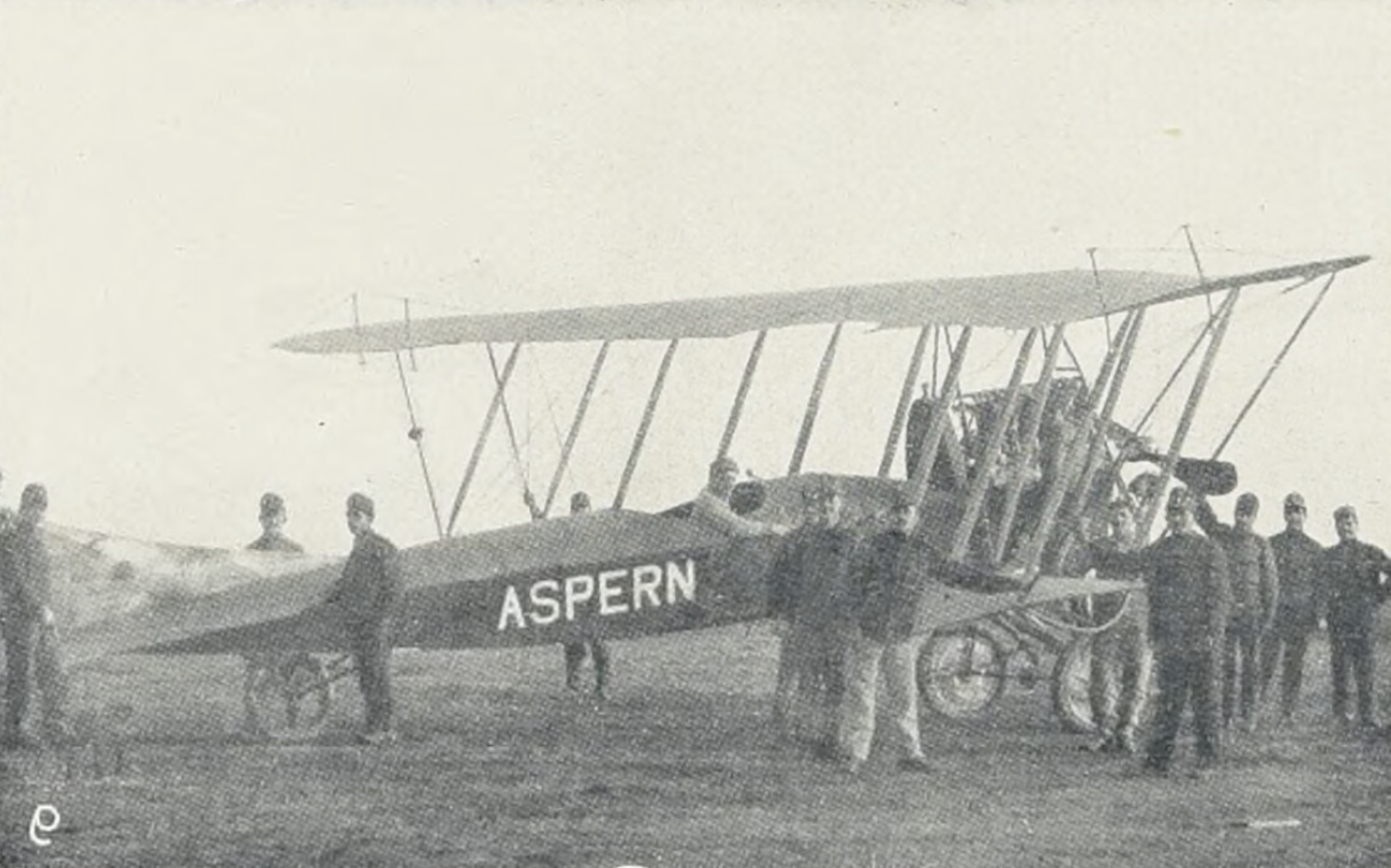
Nadpor. von Blaschke se strojem Lohner Pfeilflieger (asi 1913)

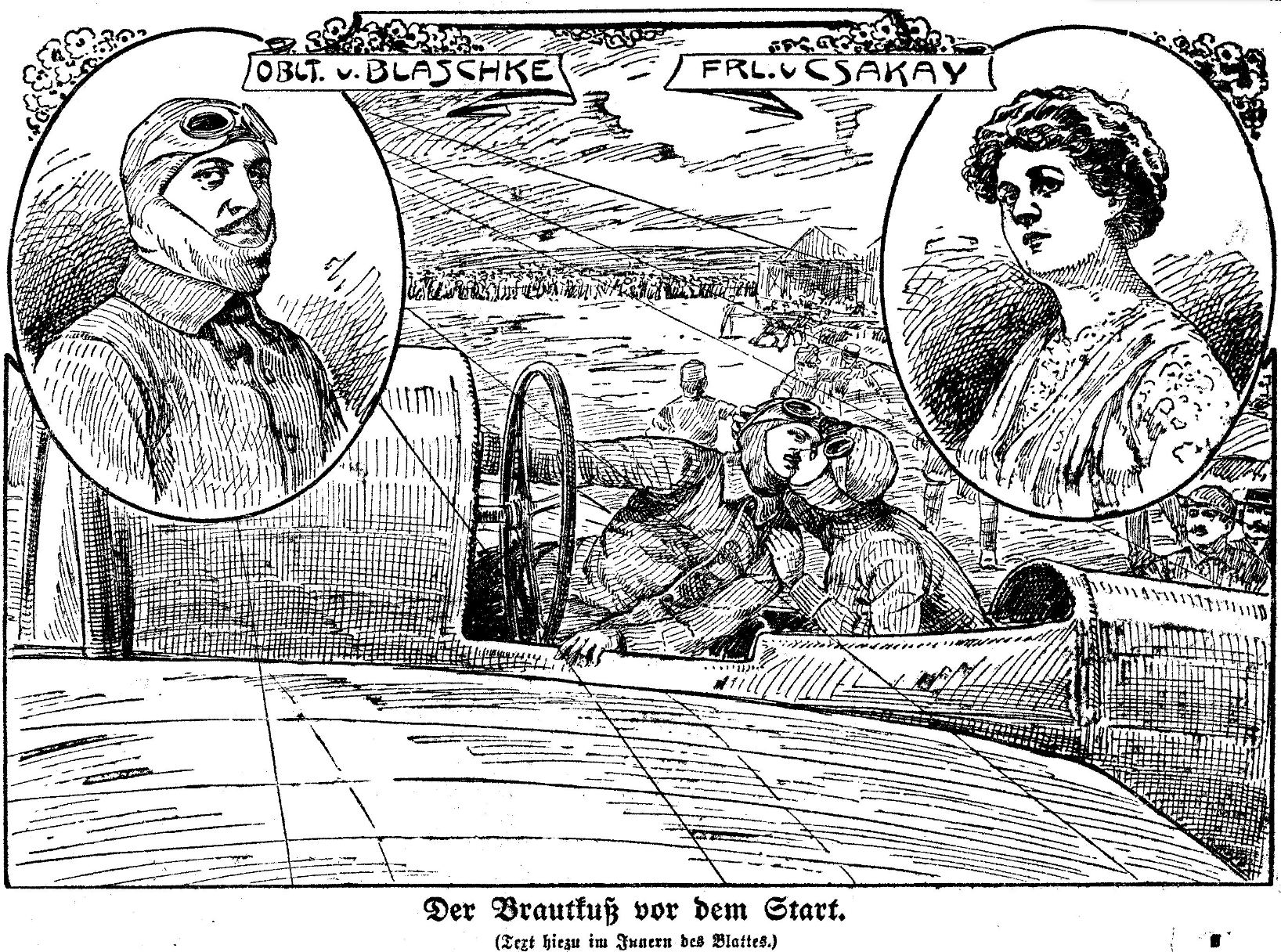
Polibek před startem - von Blaschke se svou snoubenkou na leteckém dni (Die Neue Zeitung, 1913)

Na jaře roku 1911 absolvoval vůbec první vojenský pilotní kurz v Rakousku-Uhersku a stal se jedním z prvních sedmi polních pilotů rakousko-uherské armády. 
Věnoval se rovněž sportovnímu letectví. 29. června 1912 dosáhl na letišti ve Strasshofu u Vídně světového výškového rekordu, kdy na stroji Lohner dosáhl výšky 4360 metrů. Ve stejné době také spolu s pozorovatelem npor. Millerem zvítězili v dálkovém letu Berlín-Vídeň. Při letech jej v kokpitu doprovázela také jeho snoubenka a následně také manželka Irene Csákay de Visk. Roku 1913 je uváděn jako kapitán leteckého parku č. 1 (Flugparke Nr. 1) se sídlem na polním letišti Aspern u pevnosti Přemyšl v Haliči.

### První světová válka
Po vypuknutí první světové války v létě 1914 byl jmenován velitelem Flik 11 (Fliegerkompanie 11), působící rovněž z přemyšelské pevnosti. Prožil zde ruské obležení pevnosti a když bylo po měsících obléhání rozhodnuto se vzdát, nedlouho předtím podnikl pokus o únik z pevnosti prostřednictvím pozorovacího balónu, byl však ruskými vojáky zadržen. Po repatriaci po uzavření Brestlitevského míru roku 1918 krátce působil u Flik 27. 
Po skončení války se usadil v nově vzniklém Československu, úředně byl hlášen v moravském Fulneku. 

### Úmrtí
Phillip von Blaschke zahynul při letecké nehodě 29. července 1938 nedaleko dolnorakouské Kremže ve věku 58 let. 